# Hockey Club Sempione 1923
Questa pagina raccoglie le informazioni riguardanti l'Hockey Club Sempione nelle competizioni ufficiali della stagione 1923.

## Rosa
| N° | Naz.              | Ruolo | Sportivo          |  |  |  |
| -- | ----------------- | ----- | ----------------- |  |  |  |
|    | Italia (bandiera) | E     | Aldreghetti       |  |  |  |
|    | Italia (bandiera) | E     | Castellano        |  |  |  |
|    | Italia (bandiera) | E     | Enrico De Filippi |  |  |  |
|    | Italia (bandiera) | E     | Gaudenzi          |  |  |  |
|    | Italia (bandiera) | E     | Enrico Josti      |  |  |  |
|    | Italia (bandiera) | P     | Moneta            |  |  |  |
|    | Italia (bandiera) | E     | Tozzi             |  |  |  |

## Risultati

### Campionato italiano
| 1923 | Fascio Grion Pola | ? – ? | Sempione |  |

| 1923 | Sempione | ? – ? | Triestina |  |